# Orchis brancifortii
Orchis brancifortii là một loài lan đặc hữu của Sardinia, Sicilia và southern Italy.

## Hình ảnh

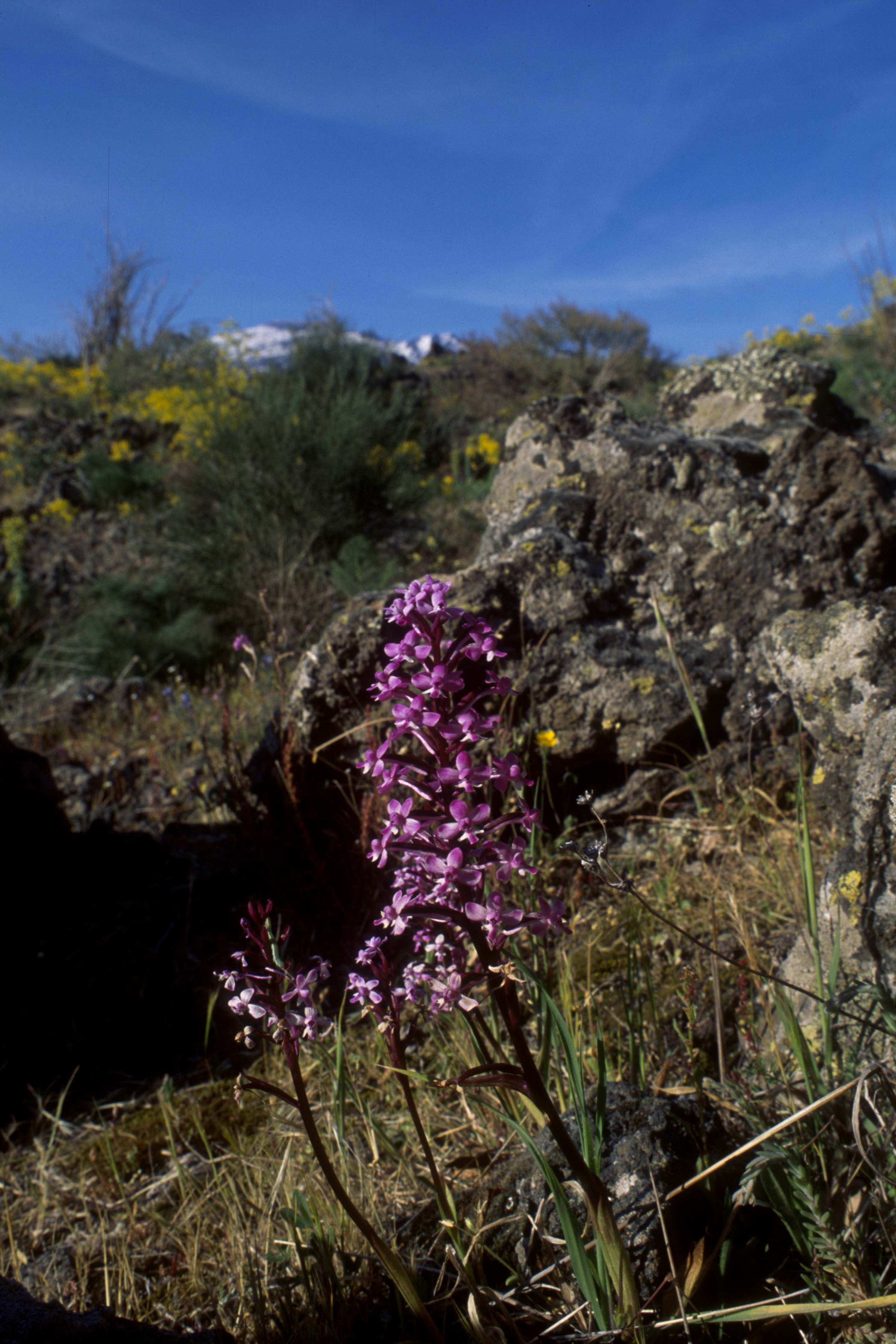
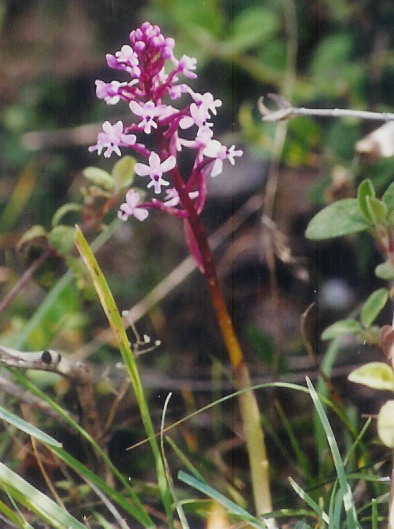